# Hubert Forstinger
Hubert Forstinger, né le 2 septembre 1946, est un ancien arbitre autrichien de football.

## Carrière
Il a officié dans des compétitions majeures : 
- Coupe du monde de football des moins de 20 ans 1989 (2 matchs)
- Euro 1992 (1 match)